# Palazzina Russo Ermolli

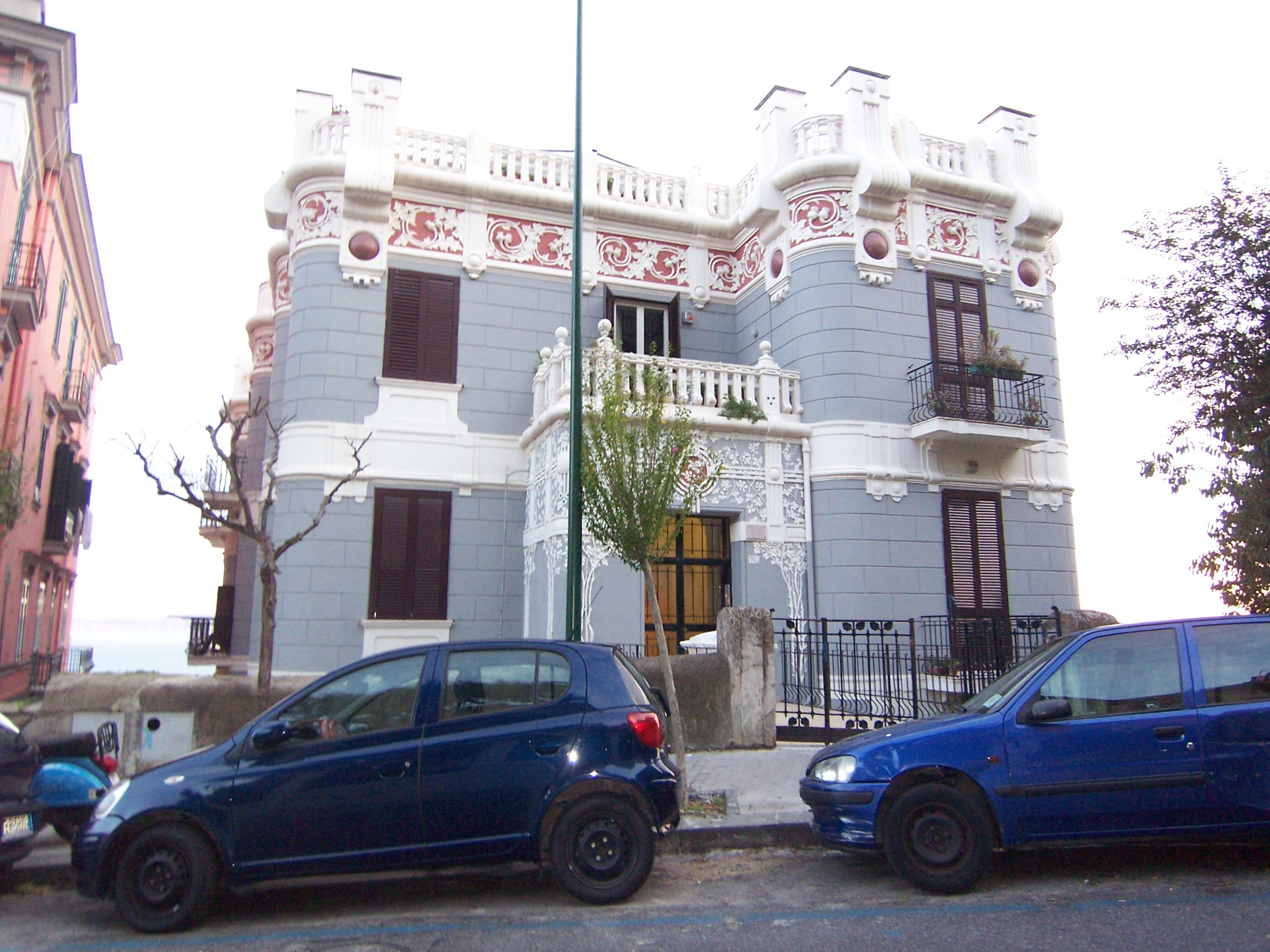
Palazzina Russo Ermolli in Neapel: Eingangsfassade an der Via Fillipo Palizzi.

Die Palazzina Russo Ermolli ist ein Jugendstilpalast aus den 1910er-Jahren im Viertel Chiaia in Neapel in der italienischen Region Kampanien. Er liegt in der Via Fillipo Palizzi, 50.

## Geschichte
Das Gebäude wurde in den Jahren 1915–1918 unter der Leitung des Bauingenieurs Stanislao Sorrentino errichtet.

## Beschreibung

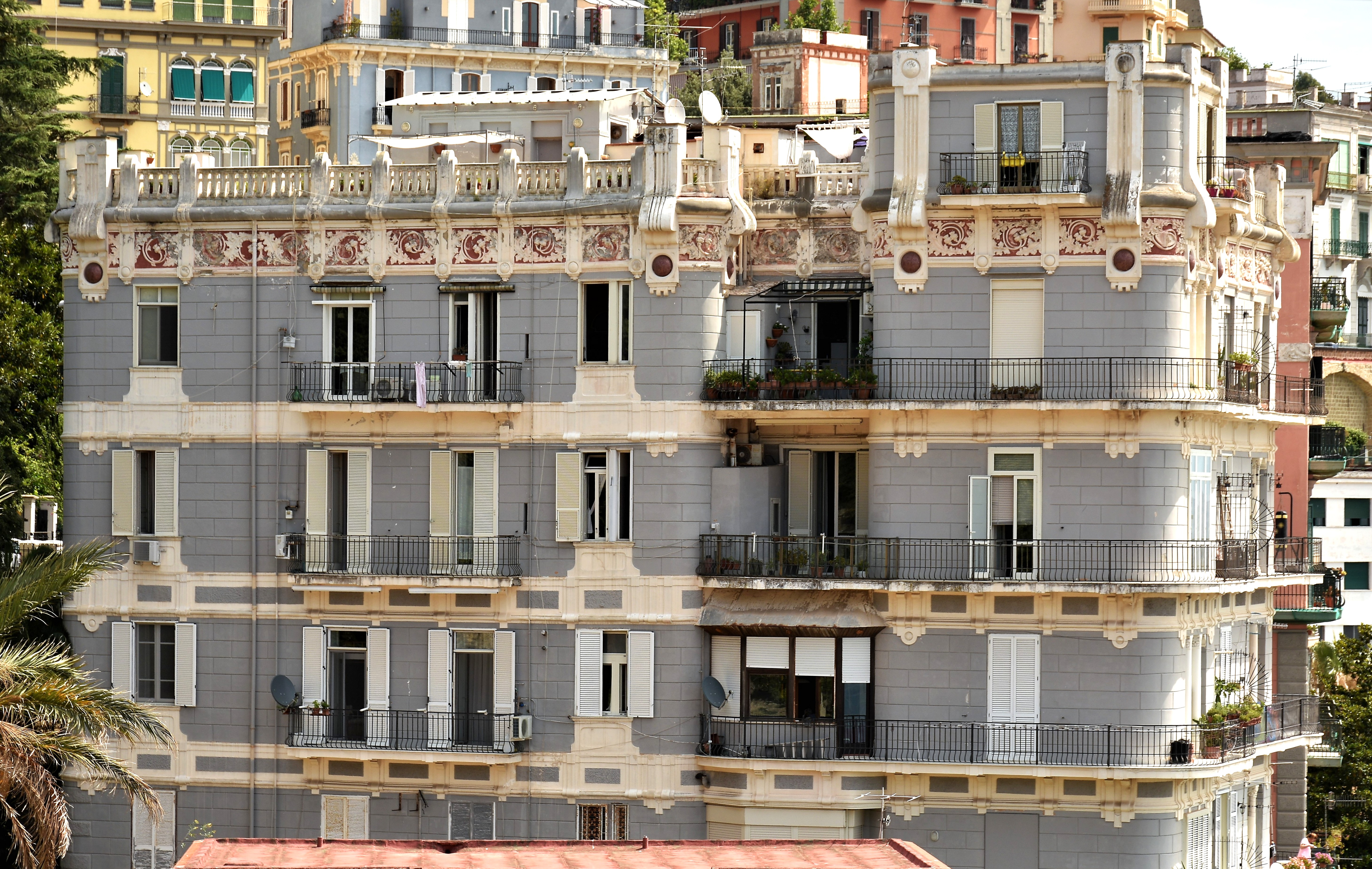
Seitenansicht des Palastes

Der Palast hat sechs Stockwerke. Angesichts des steilen Geländes erfolgt der Zugang von der Via Fillipo Palizzi aus in das vorletzte Stockwerk und ist über eine kleine Brücke mit dem Straßenniveau verbunden.
Der kleine Palast ist mit einer bemerkenswerten Menge an Verzierungen versehen, die dem Gebäude und der Umgebung eine gewisse Erhabenheit und Eleganz verleiht. Die Dekoration besteht aus glattem Bossenwerk, unterbrochen durch ein Stuckband mit geometrischen Verzierungen, das als Geschosstrennungsgesims dient. Auf der Terrasse ragt ein Pseudovorsprung mit Stier ins Blickfeld, auf dem sich steinerne Stützen erheben, die sowohl einen Zier- als auch einen funktionalen Zweck haben, da sie die Ankerpunkte der Balustrade aus dem gleichen Material sind.
Die heutigen Außenfarben, Grau/Blau und Weiß, sind das Ergebnis einer Restaurierung, die 2007 durchgeführt wurde; der Palast war vorher in Weiß und Gelb gestrichen.